# Nir Barkat
Nir Barkat (en hebreu: ניר ברקת), nascut el 19 d'octubre de 1959, és un home de negocis i polític israelià. Antic membre del Likkud i de Kadima, fou l'alcalde de Jerusalem entre l'11 de novembre de 2008 i el 4 de desembre de 2018.

## Biografia
És diplomat en informàtica i llicenciat en administració pública per la Universitat Hebrea de Jerusalem. Fou capità en una unitat paracaigudista durant sis anys (1977-1983). Barkat feu fortuna el 1988 participant en la creació del grup BRM, especialitzat en els programaris de protecció informàtica. Després d'haver invertit en diverses empreses emergents, es ficà el 1999 en diversos projectes de caràcter social a Jerusalem. El 2003, es presenta a les eleccions municipals de Jerusalem, però les perd, amb el 43% dels vots, davant el candidat ultraortodox Uri Lupolianski. Barkat esdevé aleshores cap de l'oposició municipal.
Membre del Likkud, Barkat segueix Ariel Xaron després de la fundació de Kadima. Deixa aquest partit per protestar contra la possibilitat evocada per Ehud Olmert de deixar a Jerusalem barris àrabs als palestins.
Candidat laic i sense partit a l'alcaldia de Jerusalem el 2008, s'alia amb el Partit Laborista, amb Kadima de Tzipi Livni i amb l'extrema dreta d'Israel Beitenu d'Avigdor Lieberman, a més dels religiosos nacionalistes de la Unió Nacional i del Partit Nacional Religiós (PNR), favorables a l'extensió de les colònies. Durant la campanya electoral, insta Ehud Olmert a suspendre les negociacions amb els palestins sobre un eventual repartiment de la ciutat i promet, amb l'objectiu d'instaurar una continuïtat territorial, crear un nou barri de colonització jueva, Shaar Mizrahi, a la perifèria nord de Jerusalem. L'11 de novembre de 2008, Nir Barkat és elegit alcalde de la ciutat amb el 52% dels vots contra el 43% del candidat ultraortodox Meir Poroush i el 3,6% del multimilionari Arcadi Gaydamak. La participació fou elevada amb el 41% de votants (més del 60% de participació en la població jueva) contra el 35% de 2003, encara que els àrabs israelians gairebé no hi participaren.
Barkat tornà a concórrer a les eleccions municipals de 2013, amb el suport del Partit Laborista i posteriorment del Meretz, que retirà el seu candidat en favor seu. Barkat fou reelegit amb el 52% dels vots.
El 4 de desembre de 2018 abandonà l'alcaldia de Jerusalem per a ser candidat a la Kenésset a la llista del Likkud.